# Усть-Баргузин (городское поселение)
Городско́е поселе́ние «Посёлок Усть-Баргузи́н» (бур. Баргажанай Адагай hомон) — муниципальное образование в Баргузинском районе Бурятии.
Административный центр — посёлок городского типа Усть-Баргузин.

## Население
| 2010  | 2011  | 2012  | 2013  | 2014  | 2015  | 2016  |
| ----- | ----- | ----- | ----- | ----- | ----- | ----- |
| 7173  | ↗7846 | ↘7825 | ↘7786 | ↘7750 | ↘7733 | ↗7785 |
| 2017  | 2018  | 2019  | 2020  | 2021  | 2023  | 2024  |
| ↘7740 | ↘7717 | ↘7663 | ↘7613 | ↘6724 | ↘6602 | ↘6584 |

## Состав поселения
В состав городского поселения входит 7 населённых пунктов:
| № | Населённый пункт | Тип населённого пункта      | Население |
| - | ---------------- | --------------------------- | --------- |
| 1 | Гусиха           | село                        | 270       |
| 2 | Катунь           | село                        | 7         |
| 3 | Курбулик         | посёлок                     | 101       |
| 4 | Максимиха        | село                        | ↗297      |
| 5 | Монахово         | посёлок                     | ↘4        |
| 6 | Усть-Баргузин    | пгт, административный центр | ↘6080     |
| 7 | Чивыркуй         | посёлок                     | 0         |

В 2023 году Постановлением Народного Хурала Республики Бурятия были упразднены посёлки Святой Нос и Ушканьи Острова.